# Despolarizador
Um despolarizador é um dispositivo ótico utilizado para embaralhar a polarização da luz. Um despolarizador ideal produz luz com polarização
aleatória independemente de seu sinal de entrada. Porém, todos os despolarizadores práticos produzem luz com polarização pseudo-aleatória.
Sistemas óticos são, geralmente, sensíveis à polarização da luz incidente sobre eles ( por exemplo, espectrômetros baseados em difração por fendas). Polarização incidente indesejada em tais sistemas  pode ocasionar erros em sua saída.

## Tipos

### Despolarizador de Cornu

Despolarizador de Cornu

O despolarizador de Cornu foi um dos primeiros modelos, em homenagem a seu inventor Marie Alfred Cornu. Ele consiste em um par de prismas feitos de cristal de quartzo, com ligação de contato ótico de 45 graus, formando um cubóide. Os eixos rápidos estão separados por 90 graus e 45 graus das laterais do despolarizador (veja figura). Qualquer raio de luz entrando no prisma efetivamente passa por duas placas de onda. A espessura destas placas de onda e, portanto, o retardo entre as polarizações incidentes varia ao longo do feixe de luz. O deslocamento de fase  é dado por
{\displaystyle \delta (y)={\frac {2\pi }{\lambda }}[n_{2}-n_{1}]\left(2y-a\right)} .
Para um feixe incidente com polarização uniforme, o feixe de saída será periódico em {\displaystyle y}. O deslocamento de fase também é dependente do comprimento de onda devido à dispersão.
O uso de dois prismas significa que o feixe emergente é essencialmente coaxial com a entrada. Na interface entre os prismas, a refração ocorre, pois os índices de refração são trocados. Há, portanto, uma separação dos componentes do feixe de saída.
O dispositivo não é muito utilizado hoje em dia, mas existem versões comerciais disponíveis.

### Despolarizador de Lyot

Despolarizador de Lyot

O despolarizador de Lyor é outro design inicial, inventado por Bernard Lyot. Ele consiste de duas placas de onda com seu eixo rápido separados de 45 graus, sendo a espessura da segunda placa o dobro da primeira. A saída é periódica como uma função do comprimento de onda e das espessuras das placas. Considerações especiais são necessárias quando o despolarizador é utilizado para uma aplicação específica, pois a espessura ótima da placa de onda depende do comprimento de onda do sinal e do espectro ótico, com o qual será utilizado. É comercialmente disponível para aplicações de amplo espectro no visível.
Este dispositivo é especialmente atraente em fibras óticas, onde dois pedaços de tamanho correto de fibra ótica são unidas com ângulo de 45 graus, substituindo as placas de onda. Assim, outros componentes não são necessários, como o separador de feixes.

### Despolarizador em cunha

#### Quartzo-sílica

Despolarizador em cunha de quartzo-sílica

O despolarizador em cunha de quartzo-silica é uma versão comercial e é similar ao despolarizador de Cornu. Porém, o ângulo entre os dois
componentes é muito menor (tipicamente 2 graus) e apenas a primeira componente é birrefringente. A segunda componente é feito de sílica fundida, que possui um índice de refração similar ao do quartzo, mas não é birrefringente. O eixo rápido do elemento de quartzo faz 45 graus com a cunha. O dispositivo completo é muito mais compacto que o despolarizador de Cornu (veja figura).
Assim como o despolarizador de Cornu, há uma separação da saída como uma função da polarização, bem como o desvio dos feixes devido ao acoplamento imperfeito entre os índices de refração quartzo e da sílica.
A saída é periódica ao longo do despolarizador. Como o ângulo da cunha é muito menor que em um despolarizador de Cornu, o período é maior, geralmente em torno de 6 mm. Este despolarizador também tem uma orientação preferencial por seu único eixo rápido. Em despolarizadores de cunha comerciais, o eixo rápido é geralmente marcado.

#### Quartzo-quartzo
Despolarizadores em cunha de quartzo-quartzo são disponíveis comercialmente, embora não muito comuns. Eles são similares aos despolarizadores de Cornu mas com o pequeno ângulo da cunha reforçada por sílica.
Outros materiais birrefringentes podem ser utilizados no lugar do quartzo nos modelos acima.
Depolarizadores em cunha exibem pequeno desvio de feixe. Isto é verdade até mesmo se as faces do sistema ótico são perfeitamente paralelas. Como cada metade da ótica é uma cunha,  as duas metades não  possuem o mesmo índice de refração (para uma polarização específica).

## Outros meios de se produzir luz polarizada
Em muitas aplicações é possível utilizar uma placa de um quarto de onda para produzir luz circularmente polarizada, mas isso só é possível para luz de comprimento de onda limitado, previamente linearmente polarizada. É possível utilizar luz de placas de meia onda girantes para produzir polarização periódica no tempo e, portanto, efetivamente embaralhadas para respostas suficientemente lentas. Outros meios já foram desmonstrado, tal qual o uso dos rotores de Faraday e cristal líquido. Também é possível despolarizar luz por meio de fibras óticas.